# Komisija za planinske poti PZS
Komisija za planinske poti (KPP) je strokovni organ Planinske zveze Slovenije in zastopa, usmerja, usklajuje in pospešuje interese dejavnosti na področju planinskih poti. 
Naloge komisije so skrb za vzdrževanje planinskih poti, ki naj bodo čim bolj prijazne naravi in skladne z okoljsko zakonodajo, skrb za kataster planinskih poti in sodelovanje s planinskimi društvi pri obnovi visokogorskih planinskih poti.
Komisija, ki jo sestavlja načelnik in izvršni odbor, izvaja naloge tudi s pomočjo podkomisij in odborov.

## Odbori za planinske poti
Naloge se na terenu izvajajo preko odborov za planinske poti, ki so teritorialno razdeljeni po Sloveniji na:
Dolenjsko, Gorenjsko, Kamniško - Bistriško, Koroško, Ljubljano, Notranjsko, Primorsko - Notranjsko, Podravje, Posočje, Prekmurje in Pomurje, Savinjsko, Zasavje in Posavje.
Naloge se izvajajo v okviru Meddruštvenih odborov (MDO). Vsako leto naj bi se izvedli vsaj dve akciji na planinskih poteh.

## Podkomisija za usposabljanje
Podkomisija organizira in vodi tečaj za pridobitev strokovnega naziva markacist in inštruktor markiranja, kot tudi licenčna usposabljanja za navedene. Organizira pa tudi druge strokovne seminarje, predavanja in druge oblike izobraževanja skladno s potrebami članstva PZS, kot na primer usposabljanje za nove člane interventne tehnične ekipe.
Usposabljanje za markacista poteka po programu, ki ga je potrdila Komisija za vzgojo in izobraževanje PZS in Strokovni svet RS za šport. Izvaja se v več delih, običajno v eni od planinskih koč. Tečaj je sestavljen iz štiridnevnega tečaja, seminarske naloge in teoretičnega dela izpita. Novopečeni kandidat za markacista pa mora biti še dve do največ tri leta pripravnik. Pod vodstvom mentorja mora izvesti najmanj tri akcije na terenu.

## Podkomisija za kataster
- Seznam planinskih poti
- Seznam urednikov dokumentacije planinskih poti

## Podkomisija za tehnična vprašanja
Organizira delovne akcije na osnovi vsako leto sprejetega programa aktivnosti, poskrbi za tehnična sredstva potrebna za opremo poti, kot tudi za servisiranje strojev in nabavo potrošnega materiala, zaščitne opreme in tehnične opreme (svedri, ročno orodje, rezila), za nabavo novega orodja za uporabo predvsem pri »eko« sanacijah in utrjevanju poti.

## Podkomisija za dokumentacijo
Podkomisija je zadolžena za sledenje in evidentiranje polletne oddaje podatkov s strani urednikov na PZS, za vnos in urejanje potekov planinskih poti v računalniški obliki, skrbi za programsko opremo za register planinskih poti, tabel in markacistov, ureja mejne odseke poti med OPP, ureja lastniška razmerja in skrbništva nad potmi, izvaja in organizira snemanja potekov planinskih poti na terenu, skrbi za sprotno urejanje sprememb, ki so posledica sprememb v naravi.
Prav tako sodeluje z izvajalci pri pripravi planinskih zemljevidov.
Vnaša in ureja poti izven državne meje za namene meddržavnega sodelovanja in za namen planinskih kart, ki segajo izven državnega teritorija.

## Zunanji viri
- Planinska zveza Slovenije
- Planinske poti
- Krkine poti